# Quaranjavírus
Quaranjavírus é um gênero de ARNs com cápsula viral, um dos sete gêneros da família de vírus Orthomyxoviridae. O genoma é de cadeia simples, com ARN segmentado de sentido negativo, geralmente com seis segmentos.
O vírus de Quaranfil é a espécie-tipo, e o gênero também contém o vírus do Atol Johnston; foi proposto conter espécies ou cepas, incluindo o vírus do Cygnet River, o vírus de Lake Chad, o vírus de Tyulek e o vírus de Wellfleet Bay. Os quaranjavírus infectam predominantemente artrópodes e pássaros; Até março de 2015, Quaranfil quaranjavirus é o único membro do gênero a infectar humanos. Os vírus de Quaranfil e do Atol Johnston são transmitidos entre vertebrados por carrapatos, assemelhando-se aos membros do Thogotovirus, outro gênero de Orthomyxoviridae.

## Nomenclatura
O vírus de Quaranfil deve o seu nome a Quaranfil, uma das aldeias perto do Cairo de onde o vírus foi isolado. O vírus do Atol Johnston foi nomeado em homenagem ao Atol Johnston no Pacífico, também onde o vírus foi isolado pela primeira vez. O nome do gênero combina "Quaran", com "ja" para Johnston Atoll (Atol Johnston).